# Martti Kuusela
Martti Kuusela (Rovaniemi, 1945. október 9. –) finn válogatott labdarúgó, labdarúgóedző.

## Pályafutása

### Játékosként
Kuusela 1963 és 1978 között számos finn elsőosztályú labdarúgócsapatban megfordult. 1972-ben és 1973-ban egy-egy alkalommal pályára lépett a finn válogatottban.

#### Mérkőzései a finn válogatottban
| #  | Dátum            | Ellenfél   | Eredmény | Kiírás              | Esemény |
| -- | ---------------- | ---------- | -------- | ------------------- | ------- |
| 1. | 1972. július 30. | NSZK B     | 2 – 1    | barátságos mérkőzés | 54'     |
| 2. | 1973. július 8.  | Svédország | 1 – 1    | barátságos mérkőzés | 34'     |

### Edzőként
1981-ben bajnoki címeig vezette a Helsingin JK csapatát. Szövetségi kapitányként 1982 és 1987 között összesen hatvan mérkőzésen vezette a finn válogatottat. 1990-ben ismét finn bajnok lett Helsingin JK csapatával. 1992 és 1994 között a magyar élvonalbeli Budapest Honvéd FC vezetőedzője volt; a kispestiekkel 1993-ban bajnoki aranyat, 1994-ben és 1992-ben pedig egy-egy ezüst- és bronzérmet szerzett. Utolsó klubja 2008-ban a Turun PS csapata volt.

## Sikerei

### Edzőként
Helsingin JK:
- Finn labdarúgó-bajnokság bajnok: 1981, 1990

Budapest Honvéd FC:
- Magyar labdarúgó-bajnokság bajnok: 1992–93
- Magyar labdarúgó-bajnokság ezüstérmes: 1993–94
- Magyar labdarúgó-bajnokság bronzérmes: 1991–92